# 次黄嘌呤
次黄嘌呤（英語：hypoxanthine）又称6-羟基嘌呤（6-hydroxypurine）、6-氧嘌呤（6-oxopurine），是嘌呤碱基的代谢中间物，属于一种天然的嘌呤衍生物，广泛存在于动植物体中。它的核苷酸肌苷酸是核酸的嘌呤核苷酸的合成前体。

## 反应
黄嘌呤是次黄嘌呤被黄嘌呤氧化酶氧化的产物之一。在核苷酸合成中，次黄嘌呤在次黄嘌呤-鸟嘌呤磷酸核糖转移酶的作用下，转变为肌苷酸（IMP），可用于IMP的补救合成。
次黄嘌呤也是腺嘌呤发生自发脱氨的产物之一。由于它与鸟嘌呤在结构上十分相似，因此腺嘌呤的自发脱氨可导致DNA转录／复制出现错误。

## 制取
次黄嘌呤可由氰乙酸乙酯与乙醇钠和硫脲经成环得到2-巯基-4-氨基-6-羟基嘧啶，再经亚硝化、还原、消除、环化而得。

## 图片

腺嘌呤的结构。注意与次黄嘌呤的结构差别：腺嘌呤含有的是胺基，次黄嘌呤则为酮基。另注意这两幅图方向是相反的。